# Zimske olimpijske igre 1944
Zimske olimpijske igre 1944 (uradno IV. zimske olimpijske igre) so bile načrtovane zimske olimpijske igre, ki naj bi potekale leta 1944 v Cortini d'Ampezzo (Italija), toda so zaradi druge svetovne vojne odpadle.
Pete zimske olimpijske igre so namesto tega potekale leta 1948 v švicarskem St. Moritzu, Cortina d'Ampezzo pa je gostila Zimske olimpijske igre 1956.